# Gordon Drummond
Sir Gordon Drummond, (27 de septiembre de 1772 - 10 de octubre de 1854) fue un oficial canadiense al servicio del Reino Unido, el primer oficial al mando de las fuerzas armadas y el gobierno civil de Canadá. Como vicegobernador del Alto Canadá, Drummond se distinguió en el frente del Niagara en la guerra de 1812 y luego se convirtió en gobernador general y administrador de Canadá.

## Primeros años
Gordon Drummond nació en la ciudad de Quebec el 27 de septiembre de 1772. Era de ascendencia escocesa, hijo de Colin Drummond (1722–1776), del castillo de Megginch, Perthshire, y su esposa Catalina Oliphant de Rossie. Su hermana se casó con Lord Hervey y su hermano se casó con una hija de John Fane, noveno conde de Westmorland.
El padre de Gordon llegó por primera vez al Bajo Canadá en 1764 como agente de Quebec de la firma londinense de Samuel Fludyer, Adam Drummond (su hermano) y Franks, contratistas para aprovisionar a las tropas en América del Norte. En Quebec, Colin Drummond se convirtió en socio comercial de Jacob Jordan y se desempeñó como Comisario General y pagador general adjunto de las fuerzas en la provincia de Quebec y consejero legislativo. Gordon tenía tres años cuando la ciudad de Quebec fue sitiada sin éxito por las fuerzas estadounidenses en 1775. Cuatro años después de la muerte de Colin Drummond, en 1780 la familia abandonó Quebec y Gordon recibió su educación en Westminster School en Inglaterra, antes de ingresar al ejército británico como alférez en 1789.
En 1794 sirvió como teniente coronel subalterno en los Países Bajos, bajo el mando del príncipe Federico, duque de York y Albany. En el asedio de Nimega, Drummond fue elogiado por repeler con éxito una salida francesa. En 1801, Drummond dirigió el 8º Regimiento de Infantería en la Batalla de Abukir y luchó en una serie de enfrentamientos en Egipto, incluida la Batalla de Alejandría y la Captura de El Cairo. También prestó servicio en el Mediterráneo y las Indias Occidentales. En 1805, a la edad de 33 años, Drummond había alcanzado el grado de mayor general. En 1807, se casó con Margaret Russell, hija de William Russell (1734–1817) del Castillo de Brancepeth.

## Guerra de 1812
Drummond regresó por primera vez a Canadá en 1809 con el personal del gobernador general James Henry Craig. Después de servir brevemente como comandante en Jefe de Canadá en 1811, como resultado de que Craig fuera llamado a Inglaterra, Drummond fue reasignado a Ulster. A finales de 1813, Drummond fue llamado a América del Norte para servir en el Alto Canadá como vicegobernador, reemplazando a Francis de Rottenburg, que había demostrado ser un oficial impopular y era considerado demasiado cauteloso, nervioso por cualquier tipo de enfrentamiento y reacio a enviar refuerzos a áreas vitales. Los vicegobernadores sucesivos —Rottenburg y su predecesor, Roger Hale Sheaffe— no lograron tener un impacto en la Guerra de América del Norte desde la muerte del exitoso Sir Isaac Brock en la Batalla de Queenston Heights.
Drummond pronto demostró su valía en el molde de Brock: agresivo y dispuesto a correr riesgos, en diciembre lanzó un ataque sorpresa que condujo a la captura de Fort Niagara. Después del incendio estadounidense de Newark, Drummond cruzó el río Niágara, luchó en la Batalla de Black Rock y quemó Buffalo en represalia. La participación de los desertores canadienses ("voluntarios canadienses") en la destrucción de Newark indignó a la población del Alto Canadá. El fiscal general interino John Beverley Robinson convenció a Drummond, en su papel de vicegobernador, de presentar una legislación para facilitar el enjuiciamiento de la traición.
En mayo de 1814, quince presos fueron declarados culpables de alta traición y condenados a muerte por un tribunal especial convocado por Robinson y presidido por el presidente del Tribunal Supremo Thomas Scott. Drummond, como vicegobernador interino, fue presionado por Robinson para que permitiera que se ejecutaran las sentencias. Ocho fueron ahorcados en Burlington Heights el 20 de julio de 1814, mientras que al resto se les redujeron las sentencias al exilio. En el momento de las ejecuciones, Drummond se encontraba en ruta de Kingston a Niágara para asumir el mando de campo del ejército.
Drummond, como Brock y Henry Procter, estaba continuamente hambriento de refuerzos del gobernador general, Sir George Prevost, quien tenía un número relativamente grande de tropas en reserva en Quebec, a pesar de que ningún enemigo se había acercado siquiera a poner en peligro la capital. A pesar de la constante falta de mano de obra y material de guerra, Drummond casi había expulsado a las fuerzas estadounidenses del Niágara al final de la campaña de invierno de 1813-1814. En julio de 1814, respondiendo a una solicitud del general de división asediado Phineas Riall, Drummond fue con sus tropas desde York a Fort George para tomar el mando de Riall y hacer retroceder a los soldados invasores de Jacob Brown. El 25 de julio ordenó un ataque inmediato contra las fuerzas estadounidenses, que ya se estaban enfrentando a las tropas de Riall cerca de Chippawa. De esta forma, una pequeña escaramuza estalló en la sangrienta e inconclusa Batalla de Lundy's Lane, que costó a cada bando más de 850 bajas y dejó a los británicos en posesión de la carretera, aunque no está claro si los británicos expulsaron a los estadounidenses del campo, o si los estadounidenses expulsaron a los británicos y simplemente se vieron obligados a retirarse por falta de suministros. Este último es probablemente el caso, basado en la evidencia recopilada por Donald Graves, un historiador canadiense empleado en la Dirección de Historia del Departamento de Defensa Nacional de Canadá.
En Lundy's Lane, Drummond sufrió una herida grave por un disparo en el cuello durante la batalla y Riall fue capturado por las fuerzas estadounidenses. No obstante, Drummond insistió en que Lundy's Lane fue una victoria total y trató de aplastar al ejército de Brown contra el suelo persiguiéndolos hasta Fort Erie. Un intento de asaltar el fuerte el 14 de agosto fue un fracaso, en parte debido a la desafortunada explosión del polvorín del fuerte, que acabó con todo un brazo de su fuerza de ataque. Las bajas del único ataque ascendieron a más de 900, más de un tercio de su ejército. El primo de Drummond, el teniente coronel William Drummond, murió durante el ataque.
Drummond se vio obligado por la captura de Riall y las lesiones o enfermedades de varios de sus otros oficiales superiores a supervisar cada detalle de las operaciones contra Fort Erie, además de sus otros deberes como teniente gobernador. En septiembre, cuando la escasez de suministros y la exposición al mal tiempo ya hacían inevitable que el asedio fracasara, Drummond fue sorprendido por una salida estadounidense de la fortaleza, que destruyó dos de las tres baterías de asedio e infligió numerosas bajas. Como resultado, Drummond se vio obligado a abandonar el sitio de Fort Erie y retirarse a Chippawa.
Recuperó parte de su derrota cuando en noviembre de ese mismo año los estadounidenses, sufriendo una grave escasez de alimentos, se retiraron de Fort Erie y permitieron que lo que quedaba del ejército de Drummond asegurara la frontera. Sin embargo, el verano de 1814 fue la última gran campaña militar de Drummond.
La llegada de los veteranos del Duque de Wellington después de la primera derrota del emperador francés Napoleón Bonaparte permitió a los británicos lanzar una ofensiva en los Estados Unidos durante el meses de verano y otoño de 1814, pero fueron Prevost, de Rottenburg y algunos de los oficiales de Wellington los que lideraron ese ataque, mientras Wellington se quedaba atrás en Inglaterra.

## Posguerra y regreso a Inglaterra
A principios de 1815, tras el fin de todas las hostilidades, Drummond permaneció en el Alto Canadá como vicegobernador, y cuando Prevost fue llamado a Gran Bretaña, asumió el cargo de gobernador general y administrador de Canadá en la ciudad de Quebec. En la apertura de la sesión de la legislatura, la Cámara de la Asamblea del Bajo Canadá (Quebec) lo recibió como hijo de la provincia y héroe de guerra. Drummond respondió a los miembros de la casa que era su honor luchar "en defensa de esta mi patria". Además de ayudar a establecer la paz establecida por el Tratado de Gante, su carrera de posguerra en Canadá como administrador civil se centró en los asentamientos militares y los asuntos indígenas. Drummond luchó para asegurar una pensión para Jefe Mohawk Teyoninhokarawen (John Norton) a quien describió como "de la valentía más fría e intrépida".
Como Comandante de las Fuerzas, Drummond restringió el uso de la pena de flagelación en el ejército y ofreció una amnistía general a los desertores. Para mostrar su respeto por las tropas que sirvieron a sus órdenes, Drummond aseguró con éxito los condecoración de NIAGARA para los regimientos regulares británicos y canadienses que lucharon en Fort Niagara, Lundy's Lane y Fort Erie. Para las viudas y los huérfanos de los soldados, Drummond donó todo su premio de la guerra.
Poco después de su regreso a Inglaterra, el 1 de julio de 1816, Drummond fue elevado a Caballero Comandante de la Gran Cruz de la Orden del Baño, el primer canadiense en recibir este honor. La ceremonia de investidura estuvo a cargo tanto del Príncipe regente como del Príncipe Federico de York y Albany, comandante en jefe del ejército británico."  En 1825, Drummond fue ascendido a general y veinte años más tarde se convirtió en el general de mayor rango en el ejército británico. A pesar de su título de caballero y ascenso, así como de su estado de servicio activo continuo, nunca volvió a ver acción en la batalla.
Fue nombrado coronel del 88° Regimiento de infantería (Connaught Rangers) el 3 de noviembre de 1819, transfiriéndose al 71º Regimiento de infantería el 16 de enero de 1824. El 21 de septiembre de 1829 fue transferido nuevamente, esta vez al 49º Regimiento de Infantería y el 24 de abril de 1846 al 8º Regimiento de Infantería, sirviendo en ese cargo hasta su muerte.
Sir Gordon Drummond murió el 10 de octubre de 1854 en su casa de Londres, a los 82 años.